# Jean Alavoine

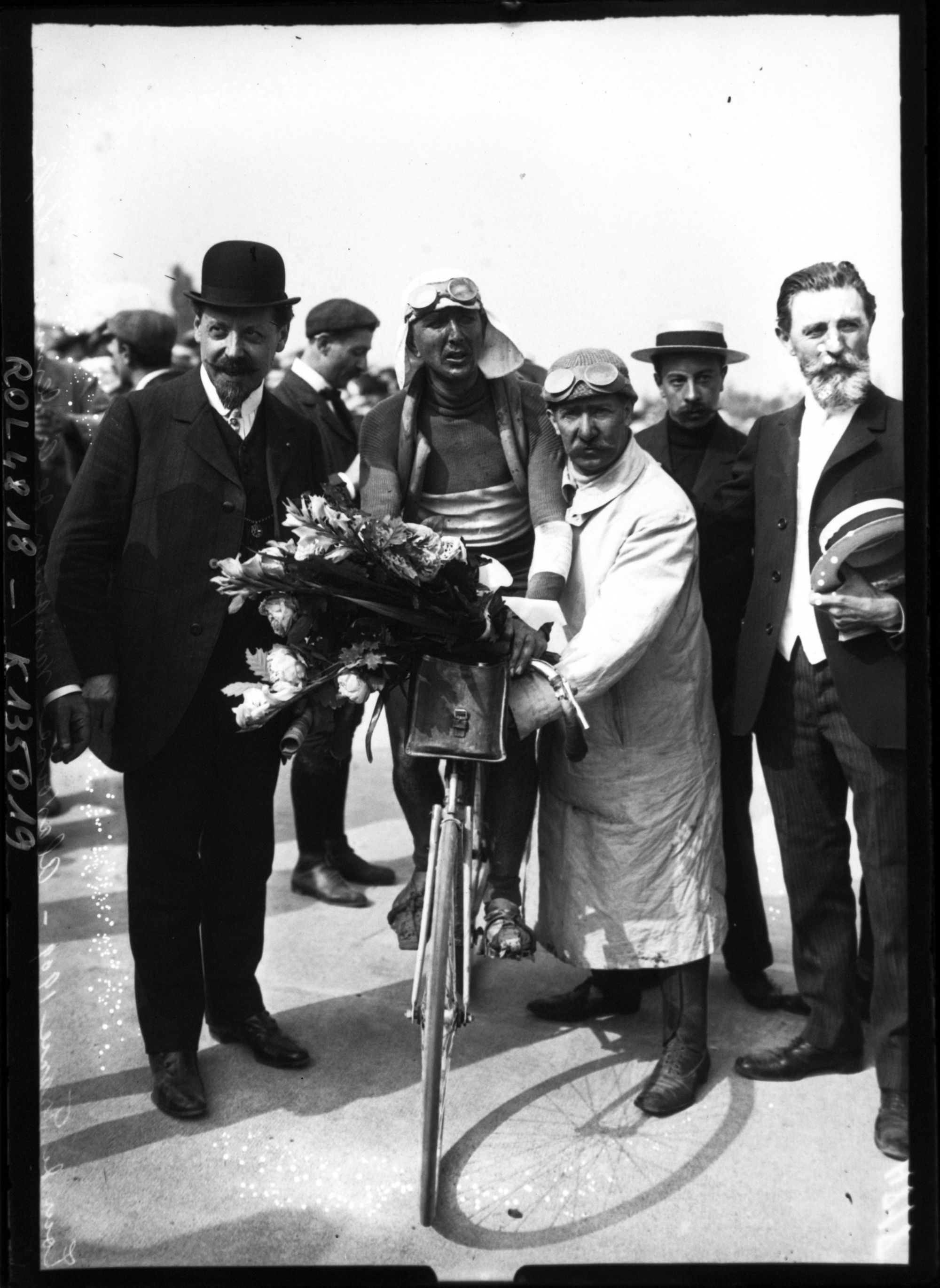
Jean Alavoine am Ziel der Tour de France 1909

Jean Alavoine (* 1. April 1888 in Roubaix; † 18. Juli 1943 in Argenteuil) war ein französischer Radsportler. Von 1909 bis 1925 bestritt er Rennen und holte dabei insgesamt 29 Siege. Er starb 1943 bei einem Veteranenrennen im Alter von 55 Jahren.

## Erfolge
Alavoine gewann 1908 als Amateur u. a. das Rennen von Paris nach Abbeville. Kurz nach diesem Erfolg wurde er Berufsfahrer. Bei der Tour de France 1919 konnte er alleine fünf der 15 Etappen für sich entscheiden, im Gesamtklassement wurde er Zweiter, wie auch in den Jahren 1922 und 1923. Insgesamt errang Alavoine bei seinen 11 Teilnahmen bei der Tour de France 17 Etappensiege, dazu kamen drei Etappensiege beim Giro d’Italia und zwei französische Straßenmeisterschaften in den Jahren 1909 und 1920. 1921 wurde er Zweiter bei Bordeaux–Paris.

### Ergebnisse bei der Tour de France
- Tour de France 1909: Dritter der Gesamtwertung und Gewinner von zwei Etappen
- Tour de France 1912: Fünfter der Gesamtwertung und Gewinner von drei Etappen
- Tour de France 1914: Dritter der Gesamtwertung und Gewinner von einer Etappe
- Tour de France 1919: Zweiter der Gesamtwertung und Gewinner von fünf Etappen
- Tour de France 1922: Zweiter der Gesamtwertung und Gewinner von drei Etappen
- Tour de France 1923: Zweiter der Gesamtwertung und Gewinner von drei Etappen

### Ergebnisse beim Giro d’Italia
- Giro d’Italia 1920: Dritter der Gesamtwertung und Gewinner von drei Etappen